# Voleibol de playa en los Juegos Asiáticos de 2006
El torneo de voleibol de playa en los Juegos Asiáticos de Doha 2006 se realizó del 2 al 11 de diciembre de 2006. 
Las competiciones se llevaron a cabo en la playa de Doha. En total se compitió en 2 eventos.

## Resultados
| Evento            | Oro                       | Plata                               | Bronce                                   |
| ----------------- | ------------------------- | ----------------------------------- | ---------------------------------------- |
| Masculino (11.12) | Jian Li / Shun Zhou China | Penggen Wu / Linyin Xu China        | Agus Salim / Supriadi Supriadi Indonesia |
| Femenino (11.12)  | Chen Xue / Xi Zhang China | Shinako Tanaka / Eiko Koizumi Japón | Jie Wang / Jia Tian China                |

- Datos: Q20313122